# 上海市田园高级中学
上海市田园高级中学是中華人民共和國上海市閔行區一所公辦高級中學，為閔行區實驗性示範性高中，七寶中學教育集團成員，成立於2003年9月，由創辦於1948年的顓橋中學改制而來。2006年，加入七宝中学教育集团。2018年8月，田园高中搬迁至都莲路62号，新校区占地65亩、建筑面积近50000平方米。2019年9月11日，學校與北京外国语大学合作，挂牌為北京外国语大学附属上海市田园高级中学。

## 外部連結
- 官方网站